# Ioan Nicolidi din Pind
Ioan Nicolidi din Pind (în aromână Ioan Nicolidi de Pindo, în germană Johann Nicolides von Pindo, în greacă Ιωάννης Νικολίδης Πίνδος, transliterat: Ioannis Nikolidis Pindos; n. 14 martie 1737, Gramos, Epir-Macedonia de Vest⁠(d), Grecia – d. 12 octombrie 1828, Viena, Imperiul Austriac) a fost un medic și nobil⁠(d) austriac de origine aromână. S-a născut în satul Gramos (în aromână Gramosta) și a plecat la Siatista⁠(d) și apoi la Viena pentru a-și completa studiile de medicină. A câștigat o mare popularitate ca medic la Viena, fiind înnobilat și distins cu particula nobiliară⁠(d) von Pindo („de Pind”) pentru serviciile sale. Istoriografia greacă îl consideră în prezent un reprezentant de seamă al Iluminismului Grec⁠(d).

## Biografie

### Viața

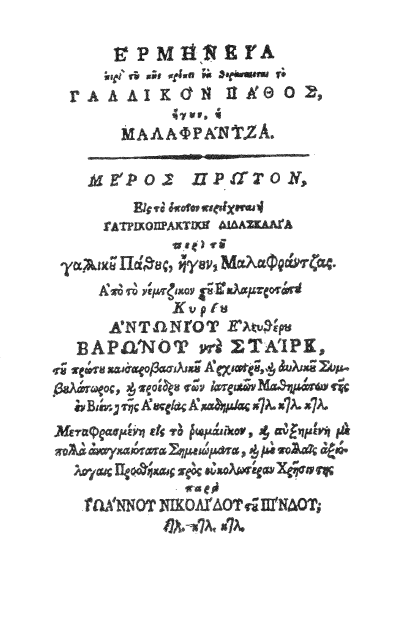
Pagina de titlu a lucrării Ερμηνεία περί του πώς πρέπει να θεραπεύεται το Γαλλικόν Πάθος, ήγουν η Μαλαφράντζα, traducerea în greacă a lucrării Erfahrungen über die Lustseuche a lui realizată în 1794 de Ioan Nicolidi.

Ioan Nicolidi s-a născut la 14 martie 1737 (sau, după altă sursă, la 25 martie 1745) în satul de munte Gramos (în aromână Gramosta), care făcea parte atunci din Imperiul Otoman, iar astăzi face parte din Grecia. Satul Gramos era populat în acea vreme de aromâni și a fost distrus în 1769 de bandele de albanezi. După distrugerea satului, familia Nicolidi s-a mutat în satul Kleisoura (în aromână Clisura), populat tot de aromâni. Ioan Nicolidi era etnic aromân, după cum au precizat savantul grec contemporan Georgios Zaviras⁠(d), care a trăit la Budapesta și a fost autor al unei biografii a lui Nicolidi, și Alexander Pecz, profesor de limbă greacă clasică și neogreacă la Universitatea din Budapesta, care, deși nu a fost contemporan cu medicul aromân, ar fi putut afla acest lucru de la unii membri ai familiei acestuia. A urmat cursurile elementare la școala primară din satul natal, iar apoi a plecat în orașul Siatista⁠(d) pentru a studia la o școală secundară de istorie, științe și teologie.
Întrucât părinții lui au refuzat să-l susțină pentru a-și completa studiile la Universitatea din Viena (aflată atunci în Imperiul Habsburgic, iar astăzi în Austria), a plecat în călătorie fără mijloace materiale, a desfășurat unele activități comerciale la Zemun pentru a strânge bani cu care să-și plătească studiile și a ajuns în cele din urmă la Viena. După ce a supraviețuit unei boli, a început și a finalizat studiile medicale în doar doi ani, obținând titlul de doctor⁠(d), care îi conferea dreptul de a practica medicina; el a predat în acest timp cursuri de limba greacă în oraș. Teza cu care a absolvit studiile, intitulată Dissertatio inauguralis physiologico-medica sistens pyogoniam quam annuente inclyta facultate medica in antiquissima et celeberrima Universitate vindobonensi pro doctoris publicae disquisitioni submittit Joannes Nicolides Macedo Grammostensis, se referea la bolile gastro-intestinale și a fost susținută în noiembrie 1780.
Mai târziu a fost numit de către Iosif al II-lea, împăratul Sfântului Imperiu Roman (1780–1790), drept „primul medic al coreligionarilor săi Greci” pentru a-i trata la Viena pe pacienții greci, dintre care unii cunoșteau doar limba greacă. El a dobândit curând o mare reputație în capitala imperială, fiind declarat membru titular al Facultății de Medicină a Universității din Viena. Datorită serviciilor sale, împăratul Leopold al II-lea (1790–1792) l-a înnobilat și i-a acordat particula nobiliară⁠(d) von Pindo („de Pind”). Nepotul său, Sterghie Eustatie Nicolidi, membru al Comunității Grecilor și Vlahilor din Viena („vlah” este un alt etnonim folosit pentru aromâni), a fost înnobilat și el.
Medicul Anton von Störck⁠(d) de la curtea imperială austriacă i-a cerut lui Ioan Nicolidi din Pind să-i traducă lucrările Erfahrungen über die Lustseuche („Cercetări cu privire la boala poftei”) și Die praktisch-medicinische Lehre zum Gebrauche der Militär- und Landchirurgen („Învățătura practică-medicală pentru uzul chirurgilor militari și rurali") în limba greacă. Prima, o lucrare despre sifilis, a fost tradusă mai degrabă într-o limbă greacă populară⁠(d) decât în limba literară, astfel încât să poată fi înțeleasă atât de cititorii educați, cât și de cei needucați. Această lucrare a inclus adăugiri medicale ale lui Nicolidi din Pind, pe care el le-a considerat importante pentru cititori. Unii autori susțin că, prin activitatea sa, dr. Nicolidi ar fi contribuit la dezvoltarea literaturii medicale grecești, manifestându-se ca un exponent de seamă al Iluminismului Grec⁠(d) și sprijinind astfel ideologic mișcarea revoluționară greacă condusă de Rigas Velestinlis.
Nicolidi din Pind a inventat „balsamul vieții” (în germană Lebensbalsam, în greacă Βαλσαμος τες ζωές, transliterat: Valsamos tes zoes), care a dobândit o mare faimă și a fost vândut inclusiv în statele moderne Grecia și în Turcia. În preajma anului 1827 Nicolidi a donat 120 de volume de opere clasice grecești și romane comunității greco-aromâne din Viena.

### Moartea și perpetuarea memoriei
Nicolidi din Pind a murit la 12 octombrie 1828 la Viena, la vârsta de 91 de ani. Majoritatea informațiilor despre viața lui provin din necrologul Gallerie denkwürdiger Männer des Vaterlandes. Iohann Nicolides von Pindo, gestorben zu Wien den 12. Oct. 1828 („Galeria bărbaților memorabili ai patriei. Ioan Nicolidi din Pind, mort la Viena la 12 oct. 1828”), publicat în revista vieneză Neues Archiv für Geschichte, Staatenkunde, Litteratur und Kunst (Erster Jahrgang (XX als Fortsetzung), Viena, 1829, pp. 819–821) de o persoană semnată cu inițialele P.D., despre care se crede că ar fi fost o persoană apropiată lui Nicolidi. Această persoană a lăudat cunoștințele medicale ale lui Nicolidi, dar și dezinteresul său, menționând în necrolog că el i-a tratat gratuit pe pacienți săraci și că le-a dat medicamentele necesare.
Membrii familiei Nicolidi sunt documentați în lucrările istorice până în anul 1905, ca urmare a faptului că au figurat ca membri ai consiliului de administrație ai Bisericii ortodoxe „Sf. Gheorghe”⁠(d) din Viena.